# Емеше
Емеше (мађ. Emese) је према старомађарском веровању је предак куће Арпад. Њен муж је био вођа клана Иђек, њен син је био принц, везир Алмош.
Емесе је била ћерка војводе Еунедубелијана (мађарски: Őnedbelia) од Дентумогера, супруга најплеменитијег скитског (тј. из Дентумогера, Скитија) принца Иђека, и мајка високог принца Алмоша. Она је тиме била родоначелник мађарске краљевске куће Арпад, династије која је основала Мађарско краљевство. Због недостатка поузданог изворног материјала, тешко је одвојити легенде о Емеши од њене стварне улоге каоисторијске личности.
Према предању, она је мајка мађарске краљевске династије, која је настала из једног од седам изворних мађарских племена. Због тога је сматрана „мајком свих етничких Мађара”.

## Емеше у легенди
Емешин сан, легенда о зачећу принца Алмоша, једна је од најранијих познатих прича из мађарске историје. Легенда се оквирно може датирати у око 860-870, а са сигурношћу у између 820 и 997 (рођење Алмоша и прихватање хришћанства).
У легенди, Емеше, жена поглавице Иђека (Ügyek), оплодила је птица Турул. Турул јој се указао у сну и рекао јој да ће из њене утробе извирати велика река и тећи преко туђих земаља. Према тумачима снова, то је значило да ће она родити сина који ће извести свој народ из њиховог дома у Леведији, а да ће њени потомци бити славни краљеви. Емешин син се звао Алмоч, његово име потиче од мађарске речи алом, што значи сан, па се „Алмош” може тумачити као „Сањани”.
Легенда има неколико варијанти, наиме о томе да ли је Емеше оплођена птицом Турул или је већ била трудна у време свог сна и да ли јој се птица појавила буквално или у сну док је спавала. Неке варијације легенде су можда уведене у 19. веку током јачања мађарског национализма.
„У 819. години инкарнације Нашег Господа, Иђек, који је, као што смо рекли горе, из породице краља Магога постао је много времена касније најплеменитији принц Скитије, узео је за жену у Дентумогер ћерку војводе Еунедубелиануса, звану Емеше, од које је добио сина, који је добио име Алмош. Али он се зове Алмош од божанског догађаја, јер када је она била трудна, јави се мајци његовој у сну божанско виђење у виду сокола који је, као да јој је дошао, оплодио је и јавио јој да ће из њене утробе изићи бујица и да ће се из недра њених родити славни владари, али да се неће умножити у својој земљи, то је свето, јер су од његове лозе рођени свети краљеви и војводе“.Anonymus:Gesta Hungarorum
„Иђеков син Елод, који је у скитској земљи добио сина од кћери Еунодубилије, који се звао Алмош, јер се птица у облику сокола појавила у сну његове мајке док је била трудна, из њене утробе је извирао брзи поток, то растао, али не у својој земљи, и из тога је проречено да ће славни краљеви доћи из њених недра, јер сан је на нашем (мађарском) језику „алом“, а рођење тог дечака је проречено сном, зато је и био назван Алмош“.— Марк из Калта: Chronicon Pictum
- Илустрација благо из Нађсентмиклоша приказује Алмоша легенду из мађарске митологије: Емешин сан са Турул птицом.[10] Аварски златно благо из 7-9. века, пронађено је 1799. у Нађсентмиклоша, Краљевина Мађарска (сада Sânnicolau Mare, Румунија). Данас се налази у „Музеју историје уметности” (Kunsthistorisches Museum) у Бечу.
- Сличан приказ Турула на другом златном предмету. Колекција Благо из Нађсентмиклоша
- Сличан приказ Турула на другом златном предмету из колекције Блага из Нађсентмиклоша
- Слична сцена на сребрној плочи Сасанида из 7. века, украшена орлом који носи жену, плоча је пронађена у Чердински рејону у Совјетском Савезу 1934. године, сада у Ермитажу у Санкт Петербургу.
- Сцена са Сасанидске сребрне плоче изблиза

## Емеше у писаним изворима
Емеше се помиње у два историјска дела: Gesta Hungarorum и Chronicon Pictum. Ниједан извор није савремен Емешином добу, јер је сваки написан вековима након њене смрти (Геста око 1200. и Хроникон Пиктум у 14. веку). Оба дела мешају стварне историјске догађаје са легендама и витешким причама, тако да је немогуће са сигурношћу знати да ли се Емеше помиње као легенда или као стварна историјска личност.

## Тумачења
Упитно је који је хронолошки био први текст, пошто је Chronicon Pictum из 14. века сачувао текст неколико ранијих дела, укључујући претпостављену првобитну гесту из 11. века (мађ. ősgeszta). Историчар Балинт Хоман сматра да је ово последње дело већ садржало легенду о Емешином сну, коју је касније усвојило неколико хроника, укључујући Анонимуса. Насупрот томе, Ђерђ Ђерфи је тврдио да Геста Хунгарорум пружа граматички потпунију и уреднију причу о Емешином сну, док је историчар такође истакао оштећење текста у вези са именом Еунедубелианус („Еунодбилиа“) у Chronicon Pictum. Ђерфи је тврдио да је Анонимус створио име Еунедубелианус од Енеха, Дуле и Белара, ликова легенде о чудесној кошути. Ђула Кристо и многи научници су прихватили Ђерфијево разматрање. Супротстављајући се овом становишту, филолог Јанош Хорват, млађи, тврдио је да је првобитна геста утицала на Анонимусов рад. Сходно томе, „Емешин сан, иако лишен свог паганског и тотемистичког карактера, ипак би могао бити уврштен у најстарији писани извор, што Анонимус логично додаје, али га хроника збуњује управо употребом Анонимусовог додатка“. Деже Думерт је тврдио да је редослед древног, логичнијег приповедања снова сачуван у хроникама: Анонимус је писао пријатнијим стилом, али је забрљао текст у коме је било сећања на шаманско прорицање.
Ђерђ Сабадош је нагласио да се име Емеше спомиње само у Геста Хунгароруму, док се у другим хроникама она помиње као „ћерка Еунодбилије“. Историчар књижевности Геза Сентмартони Сабо сматрао је да су имена из сна симболи тотемских животиња (Елеуд = Ölyűd, „зувар“; Еунодбилиа = Ünődbéli → ünő, „јелена крава“ или „срна“). Сабо је указао да је Анонимус због забуне створио лично име „емешу“. По његовом мишљењу, реч емеш (emes) или (émés), у облику емешт (émést) , вероватно потиче од глагола емик (émik), који је у старомађарском значио полубудно стање између сна и јаве. Лутерански пастор Иштван Секељи је у својој хроници из 16. века први записао „Турул сан“ на мађарском. Ђерђ Сабадош је подржао Сабоову теорију, тврдећи да оригинална геста садржи легенду о Турулу, а да се фраза „ex filia Eunodbilia“ може превести као „жена из рода Еунод или Унод“ (Eunod или Ünőd). Према њему, Анонимус је касније погрешно створио име Емеше и променио фразу „Еунодбилиа“ у мушко име, стварајући тако име поглавице Дентумогера. Тибор Сеч је изнео мишљење да је реч имеш или емеш из Секељеве књиге из 1559. пример хапак легоменона. Лингвиста Ласло Балог је тумачио име владара као „Иунедубелиа“ (Yunedubelia) и превео га као „из племена Јене“ (Jenő).
Емешин сан функционише као мит о пореклу династије Арпад. Поред „легенде о Турулу“, хронично предање такође наводи да је Алмош потекао „из лозе“ Атиле хунског вође. Хроничар из 13. века Шимон из Кезе пише да грб краља Атиле, који је користио на сопственом штиту, приказује птицу са круном, која се на мађарском назива „Турул“, а такође наводи да је Алмош био „из рода Турул“. „Историографија је подељена око тога да ли су две приче о пореклу међусобно компатибилне. Према француском историчару Амедеу Тијерију, Турул је био симбол Атиле и описао је Алмоша као „реинкарнацију“ хунског владара. Деже Думерт је такође повезао легенду о Турулу са светошћу Атиле. Насупрот томе, Јанош Хорват млађи, је нагласио противречности између Емешиног сна и „традиције Атилида“. Према његовим речима, „прави чудесни (тотемистички пагански) елемент легенде био би оплодња од Турула, међутим, према казивању наших (Мађарских) геста, Емеш [Емеше] само сања о томе, и то чак у благословеном стању. Фетус (Алмош) је добио име само по овој дивној визији из снова, али њу је сам осмислио отац Иђек. Хорват је тврдио да је садржај легенде о Турулу намерно увенуо и подређен „Атилиној генеалогији“, пошто би „оплодна“ улога Турула била синоним за крај крвне лозе хунског владара. Ђерђ Ђерфи и Ђула Кристо су делили слична гледишта. Ђерфи је тврдио да је Емешина прича само књижевна позајмица од Анонимуса усвајањем мита о пореклу Кира Великог, поричући њену природу древне мађарске традиције. Етнограф Иштван Пал Демени одбацио је ово гледиште и навео многе разлике између ова два мита. Сабадош је тврдио да свест о пореклу династије Арпад од Атиле и легенда о Емешином сну нису две међусобно искључиве приче о пореклу, већ два комплементарна елемента једне традиције: сопствено аутентично наслеђе прве мађарске владарске куће.
Емешина прича има блиске аналогије у номадском, степском окружењу. Нарочито, у Тајној историји Монгола, извештава се да је ташта Џингис-кана сањала да бели соко („држи Сунце и Месец својим канџама“—Турул је често приказана као сунце) слетела је са неба и засветлела на њеној руци, предвиђајући тако рођење детета и царске династије. То је због чињенице да су соколи били повезани са плодношћу. Соколи „попуњују многе легенде о оснивању династија и империја“, они су популарни у традицијама и симболици степских људи, и нису искључиви нити су пореклом било које специфичне етничке групе која у њима живи. Историчар из 19. века Арнолд Ипоји је навео Шахнамехов Симург као сличан пример у погледу његове улоге при рођењу Ростама. Историчари Ђула Кристо и Виктор Спинеи написали су да Емешина прича у почетку говори о пореклу Алмошове династије од тотемског претка. Сходно томе, Анонимус је ову паганску причу намерно преточио у христијанизовану форму. Ђерђ Сабадош је нагласио да се Турул помиње у сну Емеше, када је већ била трудна, док је бивша историографија то тумачила као „импрегнацију“ након што су Деже Пајс и Деже Думерт погрешили превод. Ласло Гереб је дао тачну реченицу: „птица у облику сокола појавила се у њеном [Емешином] сну када је била трудна“. Сабадош је цитирао Фредегарову хронику из 7. века, која имплицира да су Меровинзи потекли од морске немани зване кинотаур, тако да мађарски хроничар није имао разлога да уводи хришћанску линију у легенду степске традиције. Ђерђ Сабадош је оживео причу о Махамаи од Сакија, коме се у сну појавио бели слон пре него што се Буда родио, док је Иштван Пала Демени поменуо сличне приче из вере Индијанаца. Сходно томе, оба историчара су одбацила номадску и степску природу легенде о Турулу, и претпоставили су много старију фолклористичку традицију која се може пратити све до зоре човечанства.

## Име
Емесе је такође мађарско женско име. Према лингвисти Деже Пајсу, његово значење је мајка или дојиља. Емеше значи „мала мајка“ на старомађарском., потиче од "еме", мајка, и аглутинирајуће "[с]е", што значи "мало". Њен корен је угрофински, ц.ф. фински ема, од прото-финског *ема, од прото-уралског *ема, и мађарски ања, од прото-уралског *ана. Сродне речи ема укључују естонски ема, северносамски еапми („тучак“) и нганасан неми (неми). Међутим, како је написао лингвиста Лоранд Бенко, реч „емше“ (=мајка) се први пут појављује тек 1681. године, тако да ово може бити и ретроспективни покушај идентификације са праматом из династије Арпад.